# Hlinné
Hlinné est un village de Slovaquie situé dans la région de Prešov.

## Histoire
Première mention écrite du village en 1402.

## Démographie

### Évolution de la population
| Année:               | 1994. | 2004.    | 2014.    | 2024.   |
| -------------------- | ----- | -------- | -------- | ------- |
| Nombre de personnes: | 1453  | 1642     | 1824     | 1917    |
| Différence:          |       | +13,00 % | +11,08 % | +5,09 % |

| Année:               | 2023. | 2024.   |
| -------------------- | ----- | ------- |
| Nombre de personnes: | 1907  | 1917    |
| Différence:          |       | +0,52 % |